# Baños turcos de Carlisle

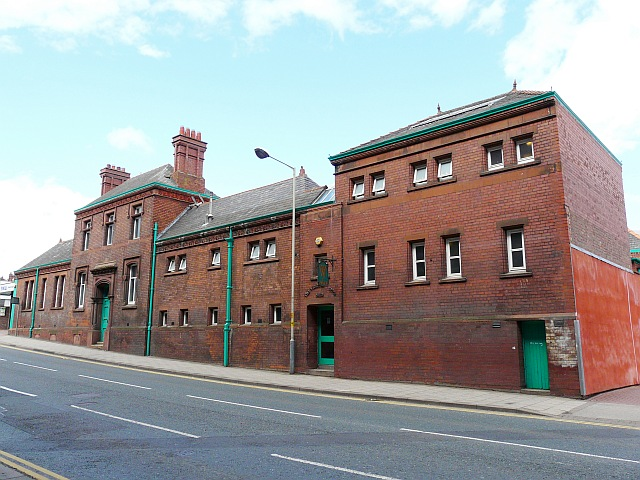
Fachada de los baños turcos con la piscina victoriana a la izquierda.

Los baños turcos de Carlisle fueron unos baños públicos de la época eduardiana ubicados en Carlisle, Cumbria, Inglaterra. Se unieron a la piscina de la ciudad de 1884 y se construyeron en 1908-1909. Los baños ofrecían saunas, piscinas de inmersión y duchas, y se anunciaban como proveyendo de beneficios para la salud de los clientes. Los baños permanecieron en uso hasta noviembre de 2022 y conservan su trabajo original de azulejos y loza, que es considerada de una calidad inusualmente buena. Una campaña local busca reabrir los baños.

## Descripción
La fachada oeste del edificio, de ladrillo rojo, da a James Street; fue el único muro exterior visible desde el exterior hasta la demolición de los edificios adyacentes en el lado sur. La parte occidental del edificio incluye la entrada principal que conduce a la sala del asistente y las salas de espera. Esta estructura de un solo piso fue rodeada por una estructura de dos pisos en una fecha posterior, dejando una fachada y una entrada relativamente sencillas. El bloque de entrada conserva las puertas acristaladas originales y la habitación del asistente cuenta con una chimenea de esquina.
Un pasillo desde el bloque de entrada conduce a una estructura de doble altura que alberga una sala de refrigeración y una estructura de una sola planta que contiene un baño de inmersión, un baño de ducha y un baño de vapor ruso. La sala de refrigeración es la pieza central del complejo y conserva la bañera y los escalones de hormigón originales, revestidos con ladrillos vidriados de blanco. Cinco vestuarios a lo largo de las paredes tienen marcos de azulejos verdes y amarillos. Un techo de vidrieras está iluminado desde arriba por una linterna en lo alto de un techo piramidal.
Una estructura de una sola planta adyacente a la sala de refrigeración alberga otro baño de inmersión, un cuarto de ducha y un baño de vapor ruso. Un bloque de dos pisos más allá de la sala de enfriamiento alberga una sala de lavado con champú y más allá hay tres salas calientes (saunas).
Los tejados son de pizarra. El interior es de temática oriental, con arcos de estilo morisco, e incluye motivos art nouveau como azulejos emparejados. El interior tiene suelo de terrazo y bancos de mármol. La loza y los azulejos en todas partes utilizan esmaltes de color verde pálido, azul pálido y beige y se ha descrito que son de «buena calidad y completos».

## Historia
La planificación de los baños turcos en Carlisle comenzó en 1884 cuando el condado de Carlisle inauguró la piscina en James Street. El municipio revivió los planes en 1901 y acordó proceder con la construcción de los baños, adyacentes a la piscina, en 1902. Los diseños, realizados por el topógrafo del condado W. C. Marks, no fueron aprobados hasta 1908. La construcción estuvo a cargo de William Johnstone de Carlisle a un costo total de £ 2500; el trabajo de mosaico y terracota vidriada fue de Minton y Hollins de Stoke-on-Trent.
Los baños se abrieron al público el 20 de septiembre de 1909. Fueron anunciados para el «alivio del reumatismo y dolencias afines, efecto tónico general, obesidad y alivio del estrés». Los bañistas inicialmente pagaban entre 1 y 2 chelines por una sesión de alrededor de 1,5 horas. En 1957 más de 100.000 personas utilizaron los baños y la piscina adyacente. En los años 1960 los baños también ofrecían masajes y se servía té y tostadas en los vestuarios.
Los baños recibieron protección legal de Historic England el 19 de febrero de 2010 como un edificio catalogado de grado II. La organización los describió como «un ejemplo cada vez más raro de una forma de construcción que alguna vez fue común, de la cual solo quedan alrededor de 20 en Inglaterra; se compara muy favorablemente con los ocho baños turcos catalogados existentes». Un informe de octubre de 2022 en The Guardian los describe como «uno de los baños turcos más asequibles del Reino Unido, con una entrada que cuesta £ 7,10». A fines de 2022, los baños ganaron el premio a la «mejor pequeña atracción turística» en los Cumbria Life Awards. En ese momento, el funcionamiento de los baños se había subcontratado a Better Leisure. Entre septiembre y octubre de 2022, los espejos de los cubículos de los baños desaparecieron y su robo fue denunciado a la policía de Cumbria.

## Cierre
A fines de 2022, el Ayuntamiento de Carlisle determinó que los baños eran demasiado caros para operar, citando costos de funcionamiento de alrededor de £ 26,500 por mes. El complejo de piscinas adyacente ya se había vendido para desarrollo, lo que aumentó los costos de funcionamiento de los baños como una atracción independiente. Los baños cerraron el 12 de noviembre de 2022. El cierre dejó solo once baños turcos operativos en el Reino Unido de alrededor de 700 construidos originalmente, y solo ocho permanecieron abiertos al público.
Se formó un grupo de campaña, Friends of Carlisle Victorian and Turkish Baths, para hacer campaña por la reapertura de los baños, que fueron los últimos baños turcos en el noroeste de Inglaterra. Los activistas esperan convertir el sitio en un centro de salud y bienestar, con una de las piscinas convertida en una instalación de hidroterapia, salas de tratamiento y una gruta de hielo instalada. La campaña espera que los cambios en el gobierno local, que harán que la ciudad quede bajo el control del Consejo de Cumberland a partir de abril de 2023, puedan conducir a una reconsideración del cierre. La presidenta de la campaña para salvar los baños, Julie Minns, fue seleccionada en febrero de 2023 como candidata del Partido Laborista para el distrito electoral de la ciudad en las próximas elecciones generales del Reino Unido.